# Rafael Longuine
Rafael Vinicius Carvalho Longuine (Paranavaí, 30 maggio 1990) è un calciatore brasiliano, centrocampista del Brasiliense.

## Caratteristiche tecniche
È un trequartista.

## Palmarès

### Club

#### Competizioni statali
- Campionato paulista: 2

Santos: 2015, 2016